# Blaberus discoidalis
Espèce
Blaberus discoidalis est une espèce de grandes blattes d'Amérique du Sud de la famille des Blaberidae.

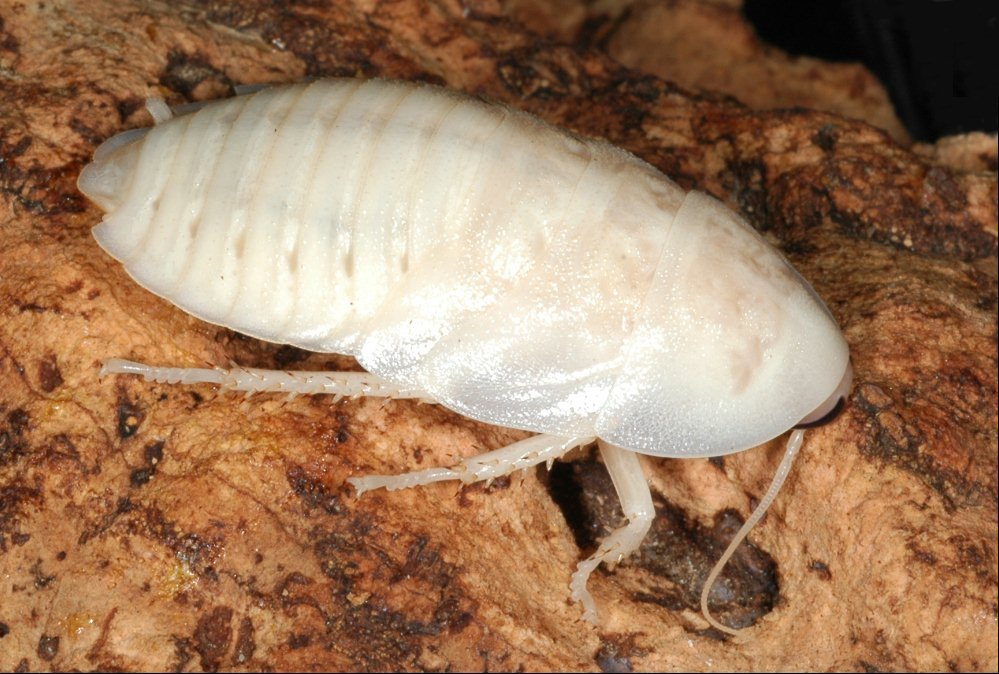
Larve qui vient de muer, phase dite ténérale